# Laval-en-Laonnois
Laval-en-Laonnois es una comuna francesa situada en el departamento de Aisne, de la región de Alta Francia.

## Geografía
Está ubicada a 6 km al sur de Laon.

## Demografía
| 156 | 146 | 151 | 163 | 202 | 213 | 246 | 250 |
| Para los censos de 1962 a 1999 la población legal corresponde a la población sin duplicidades (Fuente: INSEE [Consultar]) |     |     |     |     |     |     |     |